# Poletne olimpijske igre 1936
Poletne olimpijske igre 1936 (uradno Igre XI. olimpijade) so potekale leta 1936 v Berlinu (Tretji rajh). 
Kljub temu, da so bile poletne olimpijske igre dodeljene Berlinu aprila 1931, torej še pred prihodom nacizma na oblast v Nemčiji, je NSDAP izkoristila te olimpijske igre kot propagandni material za poveličevanje Tretjega rajha. Nemčija je tako osvojila največ olimpijskih medalj, a uspehi nekaterih športnikov, predvsem Afroameričana Jesseja Owensa, so ovrgli trditve o večvrednosti arijske rase.
To so bile tudi prve olimpijske igre, na katerih so vključili olimpijski ogenj.